# Brad Peyton
Brad Peyton (Gander, Új-Fundland és Labrador, 1978. május 27.–) kanadai filmrendező, forgatókönyvíró és producer, akinek legismertebb rendezései, Dwayne Johnson főszereplésével az Utazás a rejtélyes szigetre (2012), Törésvonal (2015) és a Rampage – Tombolás (2018), valamint a Netflix-es Napkelte (2019) című sorozat.

## Élete és pályafutása
Peyton Gander, Új-Fundland és Labradoron (Kanada) született. A kanadai filmközpontban szerezte diplomáját. Először rövidfilmmel, a gótikus vígjátékkal szerezte hírnevét, melynek címe: Evelyn: The Cutest Evil Dead Girl (2002). A filmet kezdetben Peyton osztálytársainak mutatták be, akik jóváhagyással megtapsolták. Jeremy Podeswa filmkészítő azt javasolta Peytonnak, hogy mutassa be a filmet a New York-i filmipar ügyvédjének is. Ez lehetővé tette számára az elit filmesek közötti terjesztést. Így az Evelyn 2002-ben megjelent a Torontói Nemzetközi Filmfesztiválon.
Ezután megalkotta és elkészítette a szürreális gyurmás televíziós sorozatot, a What It's Like Being Alone-ot, amelyet a Canadian Broadcasting Corporation vett fel 2006-ban. Állítólag Peyton egyik mentora az amerikai színész, Tom Hanks.
2010-ben az Alone sikere után, Peyton tovább folytatta pályafutását a Kutyák és macskák: A rusnya macska bosszúja állatos vígjátékkal. 2012-ben megrendezte az Utazás a Föld középpontja felé sikeres folytatását, az Utazás a rejtélyes szigetre című filmet, amely Dwayne Johnson főszereplésével készült és 325,9 millió dollár bevételt szerzett globálisan. 2015-ben megrendezte a szintén Johnson főszereplésével készült Törésvonal katasztrófafilmet, valamint a Démon arca horrorfilmet.
Peyton rendezte a Rampage – Tombolás-t Dwayne Johson alakításával, amely a harmadik közös együttműködésük volt. 2016 júniusában megerősítést nyert, hogy aláírjon a James Wan által készített Malignant Man játékfilm-adaptációjának megrendezésére. 2017. február 10-én arról számoltak be, hogy Peyton rendezi, írja és készíti a közelgő katasztrófafilmet, a Black Hole-t, amelynek gyártása 2018 elején kezdődött. 2017. márciusban arról számoltak be, hogy Peyton a Just Cause videojáték-sorozat film-adaptáció direktora lesz, Jason Momoa főszereplésével.
2018 júliusában bejelentették, hogy Peytont jóváhagyták a Napkelte című Netflixes poszt-apokaliptikus komédia sorozat executive producer, forgatókönyvíró, rendező és társalkotójaként. A sorozat premierje 2019. október 24-én volt.

## Filmográfia
| Év   | Cím                                         | Rendező | Producer  |
| ---- | ------------------------------------------- | ------- | --------- |
| 2009 | Suck                                        | Nem     | Executive |
| 2010 | Kutyák és macskák: A rusnya macska bosszúja | Igen    | Nem       |
| 2012 | Utazás a rejtélyes szigetre                 | Igen    | Nem       |
| 2015 | Törésvonal                                  | Igen    | Nem       |
| 2016 | A démon arca                                | Igen    | Executive |
| 2018 | Rampage – Tombolás                          | Igen    | Igen      |
| 2021 | Édes kislányom                              | Nem     | Igen      |
| 2024 | Atlas                                       | Igen    | Igen      |

### Rövidfilmek
| Év   | Cím                               | Rendező | Forgatókönyvíró | Megjegyzés                                                 |
| ---- | --------------------------------- | ------- | --------------- | ---------------------------------------------------------- |
| 2001 | Ted                               | Igen    | Nem             |                                                            |
| 2001 | Full                              | Igen    | Igen            |                                                            |
| 2001 | Beyond the Fields                 | Igen    | Nem             |                                                            |
| 2002 | Evelyn: The Cutest Evil Dead Girl | Igen    | Igen            | Jelölve - Genie-díj a legjobb élő fellépésű rövid drámaért |
| 2004 | Bad Luck                          | Igen    | Igen            |                                                            |
| 2004 | A Tale of Bad Luck                | Igen    | Igen            |                                                            |

### Televíziós sorozatok
| Év        | Cím                              | Rendező | Forgatókönyvíró | Producer  | Alkotó | Megjegyzés                                       |
| --------- | -------------------------------- | ------- | --------------- | --------- | ------ | ------------------------------------------------ |
| 2006      | What It's Like Being Alone       | Nem     | Nem             | Executive | Igen   |                                                  |
| 2013      | Doye és Doyle – Ketten bevetésen | Igen    | Nem             | Nem       | Nem    | 4 epizód                                         |
| 2014–2015 | Dr. Dimensionpants               | Nem     | Igen            | Executive | Igen   |                                                  |
| 2015      | Pirate's Passage                 | Nem     | Igen}           | Igen      | N/A    | Televíziós film                                  |
| 2016–2018 | Az északi határvidék             | Igen    | Nem             | Executive | Nem    | Jelölve - Legjobb rendezés egy drámai sorozatban |
| 2019      | Napkelte                         | Igen    | Igen            | Executive | Igen   |                                                  |

## Fogadtatások
A Peyton által rendezett filmek kritikai, nyilvános és kereskedelmi fogadtatása.
| Év   | Film                                        | Rotten Tomatoes    | Metacritic       | CinemaScore | Büdzsé       | Bevétel        |
| ---- | ------------------------------------------- | ------------------ | ---------------- | ----------- | ------------ | -------------- |
| 2010 | Kutyák és macskák: A rusnya macska bosszúja | 13% (96 vélemény)  | 30 (22 vélemény) | B–          | 85 millió $  | 112.5 millió $ |
| 2012 | Utazás a rejtélyes szigetre                 | 43% (125 vélemény) | 41 (27 vélemény) | A–          | 79 millió $  | 335,3 millió $ |
| 2015 | Törésvonal                                  | 51% (175 vélemény) | 43 (42 vélemény) | A–          | 110 millió $ | 473,8 millió $ |
| 2016 | A démon arca                                | 18% (26 vélemény)  | 30 (9 vélemény)  | C–          | 5 millió $   | 9 millió $     |
| 2018 | Rampage – Tombolás                          | 52% (207 vélemény) | 45 (43 vélemény) | A–          | 120 millió $ | 428,3 millió $ |